# Hungerpyramide
Hungerpyramide, auch Hungersteine genannt, ist ein „ungewöhnliches“ historisches Denkmal des 19. Jahrhunderts in der Gemarkung von Wächtersbach.

## Die Pyramide

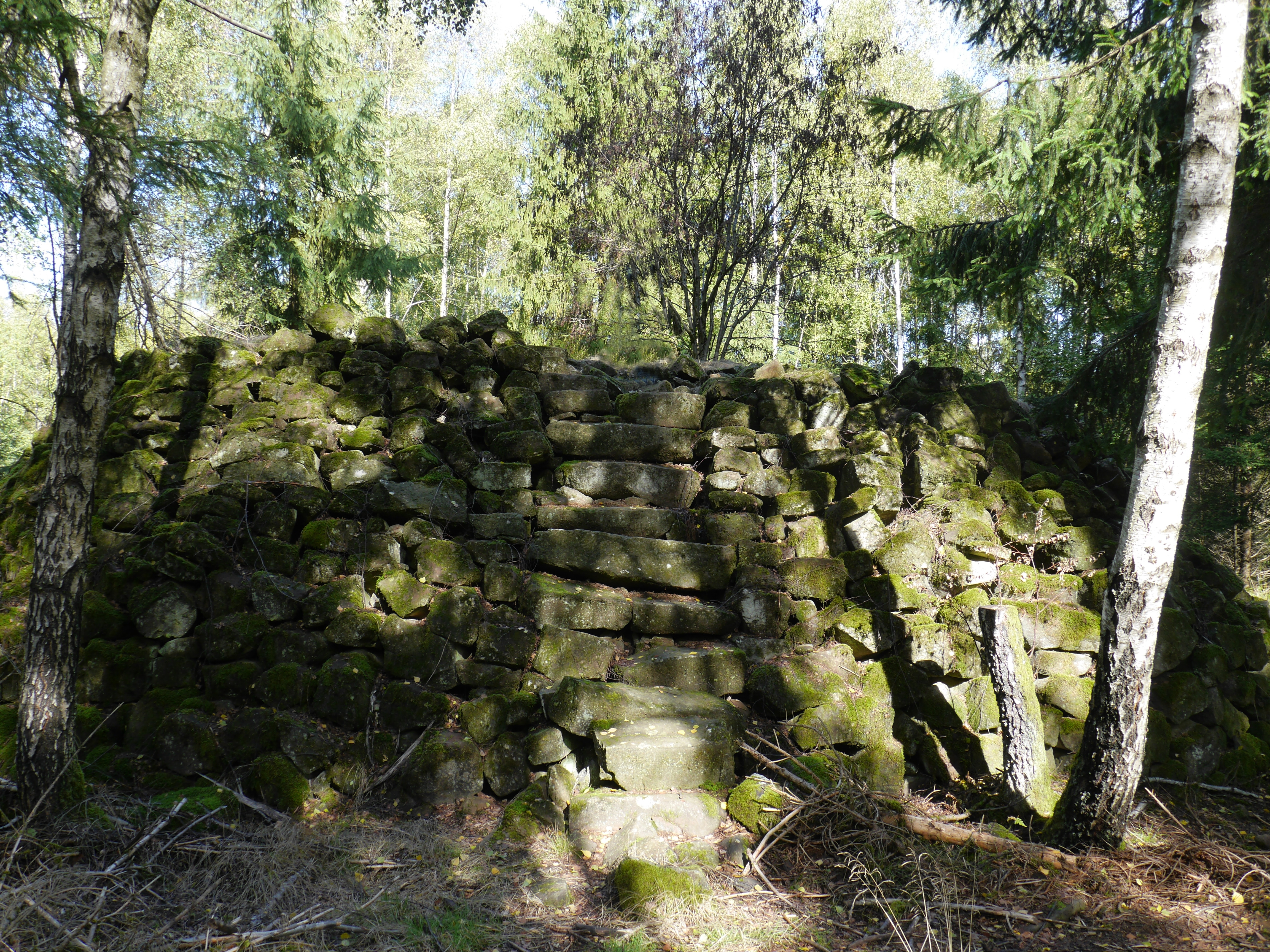
Hungerpyramide mit Treppenaufgang von Süden

Die Pyramide besteht weitgehend aus aufeinander geschichteten Basaltsteinen, ohne Mörtel, die einen Kegelstumpf formen. An der Basis weist sie einen Umfang von etwa 50 Metern auf, am oberen Rand sind es noch 37 Meter. Wegen ihrer Lage am Berghang variiert ihre Höhe etwa zwischen 4,6 bis 5 Meter. Sie hat einen unteren Durchmesser von 16 und einen Oberen von 10,5 Metern. Auf der Südseite führt eine Treppe auf das Plateau der Pyramide. In eine der Stufen, die aus Sandstein besteht, ist die Jahreszahl 1862 eingeschlagen. 

## Geografische Lage
Die Pyramide befindet sich mitten im dichten Wald, etwa 2 Kilometer vom Wächtersbacher Ortsteil Wittgenborn entfernt, am Nordhang des Dachsberges, in der vom Litterbach, dem oberen Abschnitt des Flusses Gründau durchflossenen Erlenau.

## Geschichte
Spuren der Geschichte des merkwürdigen Bauwerkes finden sich im Fürstlich Ysenburgischen Archiv in Büdingen, in einem im Jahr „1772 angelegten Messbuch des Gerichtes Spielberg“. Danach ist unter der Regierung von Graf Ferdinand Casimir I. von Ysenburg (1716–1778) in der Erlenau eine Nutzfläche von 12 Morgen aufgrund von Ernährungsproblemen der Bevölkerung ausgewiesen worden. Aktenkundig für diese Zeit sind auch beachtliche Bevölkerungsverluste durch Auswanderung, insbesondere nach Russland. 
Bei der damaligen Rodung des Waldes und Anlage von Wiesen und Äckern in der Erlenau mussten zuvor die zahlreichen im Gelände verstreuten Basaltblöcke abgesammelt werden. Üblicherweise wurden solche Lesesteine in Haufen oder Wällen am Feldrain eher systemlos abgelegt. Die mit der eingeschlagenen Jahreszahl 1862 gekennzeichnete Sandsteinstufe legt nahe, dass etwa Einhundert Jahre nach der Anlage der Felder und Wiesen, in einer geplanten und fachgerecht geleiteten Aktion die Steine zum Aufbau der Pyramide verwendet wurden. Unklar bleibt der Zweck dieser Maßnahme. Als Erklärung kommen z. B. infrage
- Eine Arbeitsbeschaffungsmaßnahme der gräflichen Verwaltung, in einer erneuten schwierigen Zeit,
- Dank der beschenkten Bauern an den Landesherren,
- Verwirklichung einer romantischen Idee nach dem Geschmack der Zeit.

## Medien und Tourismus
Die Pyramide war bereits einmal, im Juni 1998, Gegenstand einer Reportage des Hessischen Rundfunks in der Fernseh-Serie „Geheimnisvolles Hessen“. 